# Motörhead
Motörhead fue una banda británica de rock fundada en 1975 en Londres por el bajista, vocalista y compositor, Lemmy Kilmister y disuelta en 2015 tras la muerte de su líder.
Motörhead tuvo un gran éxito a principios de los años 1980 con varios sencillos en las listas de venta británicas. Los álbumes Overkill, Bomber, Ace of Spades, Iron Fist, Orgasmatron, Bastards y particularmente No Sleep 'til Hammersmith cimentaron su reputación como una de las bandas más destacadas de la escena heavy metal británica.
Aunque su música es habitualmente etiquetada como heavy metal, speed metal o thrash metal (y, a menudo, considerada como una influencia fundamental de estos dos últimos), Kilmister ha rechazado estas dos últimas etiquetas, prefiriendo describir el estilo de Motörhead como rock and roll, lo que encaja con algunas de las versiones de temas clásicos que la banda ha ido realizando durante su carrera.
Las letras de Motörhead hablan generalmente de la lucha entre el bien y el mal, la guerra, el abuso de poder, el sexo, el abuso de sustancias y la vida en la carretera. El logo de la banda, Snaggletooth (en ocasiones llamado War-Pig), una mezcla de gorila, lobo y perro de cuernos gigantescos con casco, cadenas y pinchos, fue creado por Joe Petagno en 1977 para la portada de su álbum debut, apareciendo con variaciones en la casi totalidad de sus álbumes.
Lemmy Kilmister, líder y fundador de Motörhead, falleció el 28 de diciembre de 2015. Tras su muerte, el baterista Mikkey Dee confirmó la disolución del grupo.

## Historia

### Formación y comienzos
Después de ser despedido de la banda de rock psicodélico Hawkwind en 1975 y de pasar cinco días en una cárcel canadiense por posesión de drogas, (Lemmy dijo que fue por consumir las drogas equivocadas), decidió formar su propia banda a la que, en un principio, llamó Bastard. Doug Smith, el mánager de la banda, le advirtió de que con ese nombre difícilmente iban a poder salir en la radio y la televisión. Lemmy cedió y decidió llamar a la banda "Motörhead", inspirándose en el nombre de la última canción que escribió para Hawkwind. El nombre de la canción "Motorhead" proviene de la jerga para denominar a un consumidor de anfetaminas.
Según Lemmy, la idea era que la banda fuera "la banda más sucia de rock and roll del mundo", y que si "Motörhead se mudaba a la casa de al lado, se secaría el césped de tu jardín". La primera formación de la banda fue con Larry Wallis (ex-Pink Fairies) como guitarrista y Lucas Fox como batería. Su primer concierto fue en The Roundhouse, Londres, el 20 de julio de 1975. El 19 de octubre, ya habiendo realizado diez conciertos, actuaron como teloneros de Blue Öyster Cult en el Hammersmith Odeon. El 7 de noviembre de 1976 volvieron a tocar en The Roundhouse, esta vez junto a Pink Fairies y el 24 de abril del siguiente año, junto a The Damned y The Adverts. Bajo el contrato de United Artists grabaron algunas sesiones en los estudios de grabación Rockfield Studios de Monmouth, Gales, durante las cuales Fox fue reemplazado por el batería amateur Phil "Philthy Animal" Taylor. La compañía discográfica no estaba contenta con el material grabado hasta el momento y sólo se incluyó este material en el álbum On Parole de 1979, cuando la banda ya tenía cierto éxito. La banda decidió que necesitaban dos guitarristas, por lo que contrataron a Eddie "Fast" Clarke, pero Wallis se retiró de la banda durante las audiciones, por lo que la idea se descartó y se quedó solo Clarke. El power trio compuesto por Lemmy, Clarke y Taylor, es hasta la fecha recordado como la formación "clásica" de Motörhead.
Las primeras reacciones hacia la banda fueron desfavorables; un ejemplo de ello es el premio que ganaron a "la mejor peor banda del mundo" en la revista NME. En abril de 1977 Phil y Eddie, después de varias discusiones, querían abandonar el grupo y decidieron dar un concierto de despedida en el Marquee Club de Londres. Lemmy se puso en contacto con Ted Carroll de Chiswick Records y le pidió que llevase una pequeña unidad móvil al concierto para poder grabar el concierto para la posteridad. Carroll no llevó el equipo a Marquee Club, pero apareció entre bastidores después del concierto y les ofreció dos días de grabación en Escape Studios para grabar un sencillo. La banda aceptó, pero en lugar de grabar solo un sencillo, crearon once nuevas pistas inconclusas, por lo que Carrol les dio unos días más para terminar y grabar un álbum. Al final de las grabaciones contaban con trece canciones acabadas. En junio comenzaron una gira con Hawkwind y ya en julio comenzaron su gira 'Beyond the Threshold of Pain'.

### Hacia el éxito
Usando ocho de las pistas grabadas por Chiswick, grabaron su primer álbum oficial, el homónimo Motörhead, lanzado en noviembre de 1977 y llegando al puesto número 43 en las listas británicas. Ya en esta fecha, el nivel de sus interpretaciones y ejecuciones había mejorado considerablemente, y el carácter rígido e inquebrantable de la banda logró una gran popularidad entre los seguidores del heavy metal e incluso del punk.
Bronze Records ofreció un contrato a la banda para grabar un nuevo sencillo en los Wessex Studios de Londres. Durante la gira promocional del sencillo "Louie Louie", aprovechando el momento, Chiswick relanzó el álbum Motörhead en una edición de vinilo blanco. El 25 de septiembre, la banda hizo una aparición en la radio BBC Radio 1 en el programa John Peel in session. Las canciones del programa, que habían sido grabadas el 18 de septiembre, aparecen en el álbum BBC Live & In-Session de 2005. Gracias a las ventas de "Louie Louie" logran una aparición en el programa de la BBC Top of the Pops. Esto fue pregrabado y emitido en televisión el 25 de octubre de 1978. Este éxito le dio la confianza necesaria a Bronze Records para que la banda pudiese grabar un nuevo álbum. Un indicio de lo que la banda había grabado se mostró el 9 de marzo de 1979 cuando la banda tocó el tema "Overkill" en Top of the Pops, en forma de apoyo al nuevo material del álbum Overkill, lanzado finalmente el 24 de marzo del mismo año. Fue el primer álbum de Motörhead en entrar en los Top 40 británicos, llegando al puesto número 24, y el sencillo llegando al puesto 39 en la lista de sencillos. Un segundo sencillo se relanzó en junio, esta vez con la canción "No Class" en la cara A y una canción inédita, "Like A Nightmare", como cara B. Este sencillo llegó al puesto número 61 de las listas británicas. Estos lanzamientos fueron seguidos por la gira 'Overkill' que comenzó el 23 de marzo.
Durante julio y agosto, con excepción de su aparición en el Reading Festival, la banda estuvo trabajando en su siguiente álbum, Bomber, lanzado el 27 de octubre y llegando al puesto número 12 en la lista de álbumes del Reino Unido. El 1 de diciembre, apareció el sencillo del mismo nombre «Bomber», que calificó en el puesto número 34 en los UK Singles Chart. Al álbum le siguió la gira (con el famoso bombardero colgado en el escenario, de donde se proyectaban las luces), durante la cual United Artists juntó el material grabado durante las sesiones en los Rockfield Studios para editar el álbum On Parole. El 8 de marzo de 1980, durante la gira europea de la banda, Bronze Records lanzó The Golden Years, que se vendió mejor que cualquiera de sus anteriores álbumes, logrando el puesto número 8 en las listas británicas. A finales de año, Chiswick lanzó un nuevo álbum con canciones de las grabaciones de los Escape Studios llamado Beer Drinkers and Hell Raisers.

### Ace of Spades

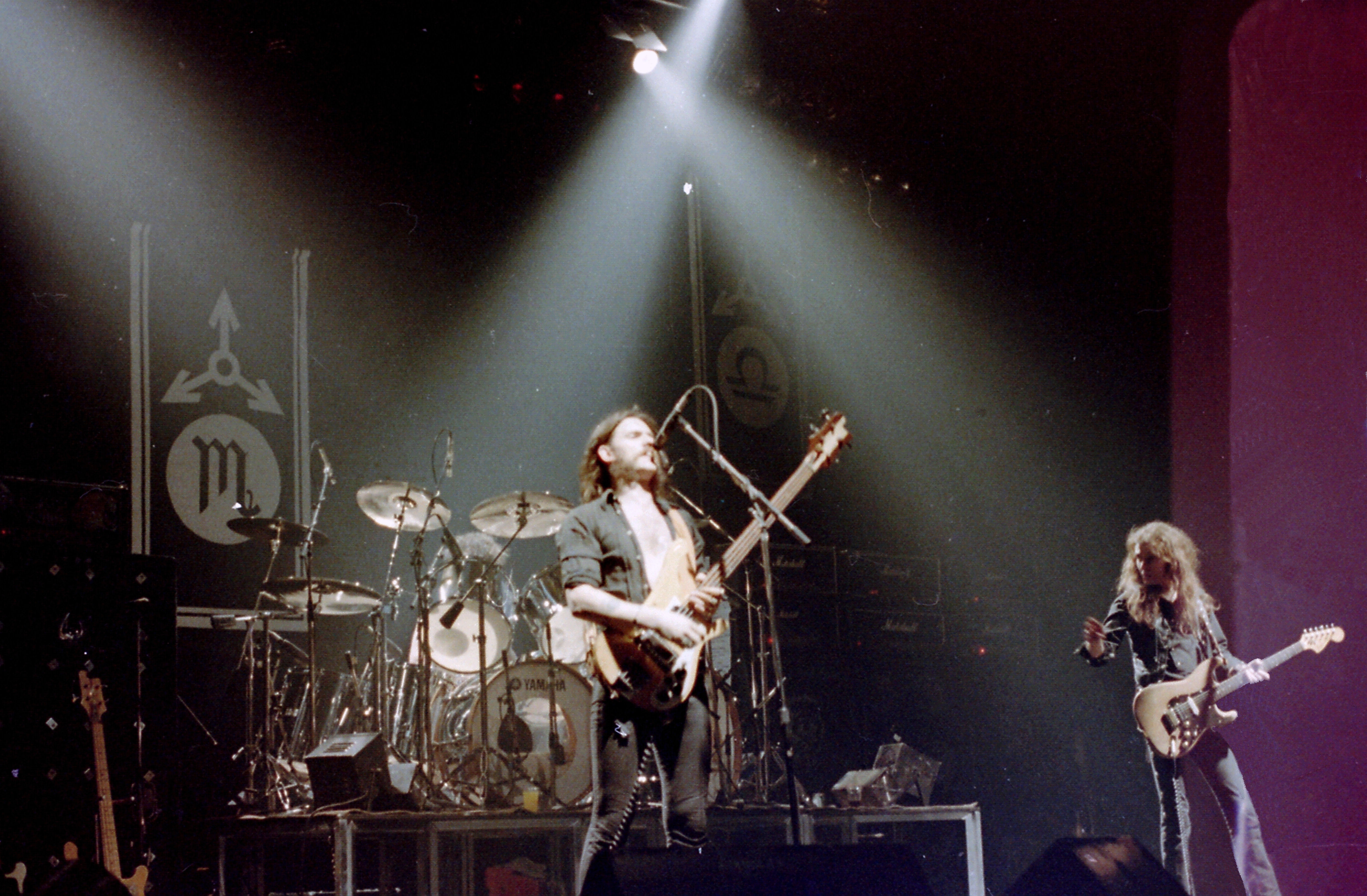
Motörhead actuando en 1982.

Entre agosto y septiembre de 1980, la banda estuvo grabando con el productor Vic Maile en los estudios Jackson de Rickmansworth. El sencillo "Ace of Spades" se lanzó al mercado el 27 de octubre de ese mismo año como anticipo del álbum con el mismo nombre, editado el 8 de noviembre. El sencillo llegó al número 15 y el álbum al número 4 en las listas británicas. Bronze Records celebró la consecución del disco de oro lanzando una edición limitada del álbum en vinilo dorado. Motörhead hizo dos apariciones en Top of the Pops en octubre con "Ace of Spades", comenzando a finales de mes la gira de apoyo del álbum, haciendo una aparición especial en el programa infantil Tiswas de la cadena ITV el 8 de noviembre. La conocida portada del álbum, al "estilo del desierto de Arizona", se hizo en una cantera de arena ubicada en Barnet, al norte de Londres. "Ace of Spades", considerado por muchos como el himno definitivo de la banda, "atragantó a las listas británicas demostrando que una banda podía tener éxito sin sacrificar su esencia". El álbum ha sido descrito como "uno de los mejores álbumes de metal de cualquier banda y época, jamás".
La banda tuvo más éxitos a principios de los 80 con lanzamientos como St. Valentine's Day Massacre junto a la banda Girlschool que llegó al número 5 de las listas británicas; la versión en vivo de "Motorhead" que llegó al número 6; y el álbum en directo del cual se extrajo, No Sleep 'til Hammersmith, que llegó al número 1 de la lista de álbumes. Durante marzo de 1981, giraron por Europa, grabando No Sleep 'til Hammersmith durante la misma.
Entre abril y julio, la banda actuó de apoyo a Blizzard of Ozz, que después se convertiría en la banda de Ozzy Osbourne, aprovechando también para actuar, nuevamente, en Top of the Pops el 9 de julio con el sencillo "Motorhead". En octubre, la banda grabó unas actuaciones para el programa de David Jensen que se emitía en la BBC y que se emitió el 6 de octubre. Reiniciaron su gira europea el 20 de noviembre.
Entre el 26 y el 28 de enero de 1982, la banda grabó material nuevo en los estudios Ramport, añadiendo algunos retoques grabados en los estudios Morgan en febrero. El 3 de abril, se lanzó el sencillo, "Iron Fist", que alcanzó el puesto número 29 de las listas británicas de sencillos. El álbum del que se extrajo, Iron Fist, se lanzó al mercado el 17 de abril alcanzando el número 6 en la lista de álbumes. Estas fueron las últimas grabaciones de esta formación, aunque continuaron tocando juntos durante la gira europea de Iron Fist, entre el 17 de marzo y el 12 de abril, y el tour de Estados Unidos, que comenzó el 12 de mayo, hasta el último concierto de Clarke el 14 de mayo en el New York Palladium.

### Abandonos de la banda
Clarke se marchó por la grabación del EP Stand By Your Man, una versión del clásico de Tammy Wynette, en colaboración con Wendy O. Williams y los Plasmatics. Clarke sentía que esto comprometía los principios de la banda, negándose a tocar en el álbum y, posteriormente abandonando la banda para formar Fastway. Lemmy y Taylor hicieron todo lo posible por conseguir un guitarrista, incluyendo una oferta a Brian Robertson, ex Thin Lizzy, que en esos momentos se encontraba grabando un álbum en solitario en Canadá. Aceptó ayudar en la grabación y completar la gira. Robertson firmó para grabar un solo álbum, dando como resultado Another Perfect Day de 1983, del cual se extrajeron dos sencillos, "Shine" y "I Got Mine". En junio y julio la banda hizo cinco conciertos en Japón, y desde mediados de octubre hasta mediados de noviembre giraron por Europa. Entre mayo y julio, la banda reinició la gira de Another Perfect Day, seguida de una gira por Estados Unidos, entre julio y agosto, para finalizar nuevamente en Europa a finales de año. Robertson comenzó a tener problemas con la banda por su atuendo en los conciertos, que consistían en pantalones cortos y zapatillas de ballet, y, a la vez, por negarse a tocar los clásicos de la banda. Esto llevó a su abandono, siendo su último concierto con la banda en Berlín el 11 de noviembre de 1983.
Después de la marcha de Roberton en 1983, la banda recibió casetes de guitarristas de diversos países. La banda, finalmente, volvió al concepto de dos guitarras principales, contratando al desconocido Würzel y a Phil Campbell (ex-Persian Risk). En febrero de 1984, la formación de Lemmy, Campbell, Würzel y Taylor volvieron a grabar la canción "Ace of Spades" para la serie británica The Young Ones. Fueron emitidas escenas de la banda interactuando con los personajes de la serie mientras corrían hacia una estación de tren, en una parodia a la película de The Beatles, A Hard Day's Night. Taylor abandonó la banda después de esta grabación, sobre lo que Alan Burridge, biógrafo de Motörhead se pregunta: "¿Dejaron Philty y Robbo a Lemmy o él a ellos?". Antes de unirse a Motörhead, Phil Campbell había conocido al exbatería de Saxon, Pete Gill, y el trío decidió llamarle para ir a Londres a hacer una prueba, dando como resultado su contratación.

### Problemas con Bronze Records
Bronze Records pensó que la nueva formación de la banda no estaba a la altura de volver a producir un buen álbum y decidió lanzar un álbum recopilatorio. Cuando Lemmy se enteró, cogió las riendas del proyecto, seleccionando las pistas, aportando las anotaciones del libreto e insistió en añadir cuatro nuevos temas grabados con la formación del momento. Durante las sesiones de grabación entre el 19 y el 25 de mayo de 1984 en los estudios Britannia Row de Londres, la banda grabó seis canciones para las caras B de los sencillos y para el álbum. El sencillo "Killed by Death" salió a la venta el 1 de septiembre llegando al puesto número 51 de la lista de sencillos del Reino Unido, para posteriormente lanzarse el doble álbum No Remorse el 15 de septiembre, llegando al puesto número 14.
La banda estuvo envuelta en problemas legales con Bronze Records durante los dos años siguientes, alegando que no se les promocionaba de forma correcta, por lo que la discográfica les prohibió entrar en el estudio de grabación. La banda decidió hacer más conciertos, para paliar los problemas económicos; Australia y Nueva Zelanda entre julio y agosto, una mini gira por Hungría en septiembre, y el No Remorse Death On The Road Tour entre el 24 de octubre y el 7 de noviembre. El 26 de octubre la banda tocó en directo en el programa musical The Tube de la cadena británica Channel 4, tocando "Killed By Death", "Steal Your Face" y "Overkill". Del 19 de noviembre al 15 de diciembre la banda giró por Estados Unidos y a finales de mes en Alemania.
El 5 de abril de 1985, la cadena ITV emitió tres canciones de la grabación que se hizo para The Tube. Una semana después, la banda, ataviada con esmóquines, tocó tres canciones para el programa ECT (Extra-Celestial Transmission) de Channel 4. Para celebrar el décimo aniversario de la banda, hicieron dos conciertos en el Hammersmith Odeon el 28 y 29 de junio. La grabación del segundo concierto aparece en el video The Birthday Party. Desde junio a agosto giraron por Suecia y Noruega, seguida de una nueva gira por Estados Unidos hasta finales de diciembre.

### Monsters of Rock
Desde el 26 de marzo al 3 de abril de 1986, la banda hizo una gira por Alemania, Holanda y Dinamarca como parte de su Easter Metal Blast Tour y, en junio, tocaron en Italia. Finalmente, el juicio con Bronze Records se cerró en favor de la banda. Motörhead decidió trabajar con el sello discográfico GWR. Las grabaciones se hicieron en Master Rock Studios, Londres y el sencillo "Deaf Forever" se lanzó el 5 de julio como anticipo del álbum Orgasmatron, puesto a la venta el 9 de agosto. El mismo día del lanzamiento del álbum, Andy Kershaw entrevistó a Lemmy y Würzel para el programa Saturday Live de la emisora de radio de la BBC 1, radiando las canciones "Orgasmatron" y "Deaf Forever". El sencillo alcanzó el puesto número 67 y el álbum el número 21 de las listas británicas. El 16 de agosto, la banda tocó en el Monsters of Rock en Donnington, evento que se grabó para la BBC Radio 1. La actuación acabó con dos aviones alemanes "WW" sobrevolando el evento. En septiembre la banda llevó su gira de 'Orgasmatron' al Reino Unido, con Zodiac Mindwarp and the Love Reaction como teloneros. En octubre comenzaron una gira por Estados Unidos y en diciembre por Alemania.
En 1987, durante el rodaje de la película Eat the Rich (protagonizada por Lemmy junto a Robbie Coltrane, Katherine Lucy y Bridget Burke), Gill abandonó la banda, volviendo momentáneamente Taylor para hacer un cameo en la película junto a Würzel y Campbell. La banda escribió "Eat the Rich" para la película, y cuya banda sonora incluía canciones de Orgasmatron y el sencillo en solitario de Würzel, "Bess". El segundo álbum de la banda para GWR fue Rock 'n' Roll, lanzado el 5 de septiembre, tras un corto espacio de tiempo en el estudio. Incluyeron la canción "Eat the Rich" en el álbum.
El 2 de julio de 1988 se grabó la actuación de Motörhead en el Giants of Rock Festival en Hämeenlinna, Finlandia. La grabación dio como resultado No Sleep at All puesto a la venta el 15 de octubre. Se extrajo un sencillo del álbum con "Ace of Spades" como Cara A, aunque la banda quiso que fuera "Traitor". Cuando la banda supo del cambio, se negaron a que se distribuyera, siendo eliminado y distribuido a través de su club de fanes Motörheadbangers. La banda volvió a sentirse a disgusto con la discográfica, volviendo a ir a juicio con GWR, que no se resolvió hasta mediados de los años 90.

### Los Ángeles
Con el juicio ya resuelto, la banda firmó con Epic/WTG y pasó la segunda mitad de 1990 grabando un nuevo álbum y sencillo en Los Ángeles. Justo antes de comenzar las grabaciones, el exmánager de la banda, Doug Smith, lanzó la grabación del concierto del décimo aniversario de la banda, en contra de la voluntad de la banda, habiéndole dicho ya en 1986 su deseo de que no se editase. En el estudio grabaron cuatro canciones con el productor Ed Stasium, antes de decidir que no contaban con él. Esto ocurrió cuando Lemmy escuchó las primeras cuatro mezclas, en donde Stasium había incluido instrumentos de percusión sin su consentimiento. Se despidió a Stasium para contratar a Pete Solley. Aunque, la versión de Stasium, es muy distinta, alegando que el consumo de alcohol y drogas por parte de Lemmy había superado su paciencia, y que como resultado dimitió. El sencillo lanzado el 5 de enero de 1991, "The One to Sing the Blues", fue seguido del álbum 1916 en febrero. El sencillo, que fue editado en 7" (con forma de casete), en 12" y en CD, llegó al puesto número 45 en las listas de sencillos británicas, mientras que el álbum alcanzó el número 24.
La banda comenzó su gira 'It Serves You Right' por el Reino Unido en febrero, seguido de la gira Lights Out Over Europe Tour, hasta abril, volviendo a Inglaterra para seis conciertos más. En junio la banda tocó cinco conciertos en Japón y cinco en Australia y Nueva Zelanda. Entre julio y agosto, giraron por los Estados Unidos con Judas Priest y Alice Cooper en la gira Operation Rock 'n' Roll. La banda terminó el año con seis fechas en Alemania en diciembre.
El 28 de marzo de 1992 la banda tocó lo que sería el último concierto con Taylor en Irvine Meadows, Irvine (California). La banda quería deshacerse de su mánager, Doug Banker, desde hacía tiempo, así que le despidieron y contrataron a Todd Singerman. En medio de todo esto, la banda estaba grabando un álbum en los estudios de Music Grinder Studios, en Hollywood. Tres baterías participaron en la grabación del álbum March ör Die: Phil Taylor, a quien despidieron por no aprenderse las partes de "I Ain't No Nice Guy"; Tommy Aldridge que grabó la mayoría del álbum; y Mikkey Dee, quien grabó "Hellraiser", escrita por Lemmy, Ozzy y Zakk Wylde para el álbum No More Tears de Ozzy Osbourne, aunque utilizada en 1992 para la película Hellraiser III: Hell on Earth. Este álbum cuenta con las colaboraciones de Ozzy y de Slash.

### Mikkey Dee y "Hellraiser"
Lemmy conoció a Mikkey Dee cuando este estaba de gira con King Diamond en la época en que Brian Robertson se unió a Motörhead. Ya le había pedido que se uniese a la banda, en la época en que Pete Gill se incorporó, pero Dee no estaba interesado en ese momento. En esta ocasión, Dee estaba libre y accedió a probar. Tocando por primera vez la canción "Hellraiser", Lemmy pensó "que era muy bueno. Era obvio que iba a funcionar". Después de grabar "Hellraiser" y "Hell on Earth" en el estudio, el primer concierto de Dee con Motörhead fue el 30 de agosto de 1992 en el Saratoga Performing Arts Center de Nueva York. Esta nueva formación salió de gira, con Ozzy Osbourne, Skew Sisken y Exodus. El 27 de septiembre, la banda tocó en el Coliseo de Los Ángeles junto a Metallica y Guns N' Roses. La banda, después hizo gira por Argentina y Brasil en octubre, para después volver a Europa junto a Saxon para la gira Bombers and Eagles in '92 en diciembre.
Motörhead hizo dos conciertos en el Estadio Obras Sanitarias de Buenos Aires en abril de 1993 con los locales Hermética como banda soporte y una gira por Europa entre junio y julio, volviendo a los Estados Unidos para una concierto en la sala de conciertos Ritz de Nueva York el 14 de agosto. Se buscó un nuevo productor para el siguiente álbum, que fue finalmente Howard Benson, que produciría sus cuatro álbumes posteriores. La banda grabó en los estudios A & M y Prime Time Studios, en Hollywood y, el álbum resultante, Bastards, se editó el 29 de noviembre de 1993. El sencillo "Don't Let Daddy Kiss Me" incluye la canción "Born to Raise Hell" que también aparece en el álbum, y que posteriormente se volvería a grabar, para convertirse en un sencillo por sí mismo. Aunque Bastards recibió su tiempo de radiodifusión, la compañía discográfica, ZYX, no pagó para hacer copias promocionales, por lo que la banda hizo sus propias copias para distribuir. En diciembre, volvieron a hacer conciertos por Europa.
En febrero y marzo de 1994, Motörhead hizo una gira por Estados Unidos con Black Sabbath y Morbid Angel. El 14 de mayo tocaron con Ramones en el Estadio del Club Atlético Vélez Sarsfield de Buenos Aires ante 50 000 asistentes. La banda giró por Japón a finales de mayo y en junio, agosto y diciembre.

### Sacrifice
En 1995 comenzaron nuevamente una gira por Europa a finales de abril. En julio, de nuevo con Black Sabbath y Tiamat, hasta que volvieron a Los Ángeles para comenzar la grabación de su nuevo álbum. Comenzaron la grabación en los Cherokee Studios de Hollywood. Después de la grabación Würzel decidiría abandonar el grupo. La canción que da título al álbum Sacrifice, sería usado después en la película Tromeo and Juliet, en la que aparece Lemmy como narrador. La banda decidió seguir como trío con una gira por Europa entre octubre y noviembre. Le seguiría una mini gira de tres días por Suramérica, visitando por primera vez Santiago de Chile, el 8 de noviembre, en el Teatro Monumental. Después, Lemmy celebraría su cincuenta cumpleaños en el club Whisky a Go Go de Los Ángeles, con la actuación de Metallica bajo el pseudónimo de "The Lemmy's".
En enero de 1996 la banda comenzó nuevamente a girar por Estados Unidos, haciendo treinta conciertos hasta el 15 de febrero. Después una gira de siete días por Europa, en junio y julio, seguido de dos conciertos en Suramérica en agosto. En octubre comenzarían una gira con Dio y Speedball que se alargaría hasta el 4 de diciembre. Durante este tiempo la banda había grabado su siguiente álbum, Overnight Sensation, en los estudios Ocean Studio y Track House Recording Studio. El álbum salió al mercado el 15 de octubre, siendo su primer álbum como un trío desde Another Perfect Day, y el mejor distribuido en años. La banda concluyó el año haciendo trece fechas en Alemania en diciembre.
A lo largo de 1997, la banda giró intensamente, empezando la promoción de Overnight Sensation en Europa el 12 de enero en el Astoria de Londres, con varios artistas invitados, entre ellos Todd Campbell (hijo de Phil Campbell) y Fast Eddie Clark. La gira europea duró hasta marzo y fue seguido por cuatro fechas en Japón, y conciertos junto a W.A.S.P. por Estados Unidos. En agosto, nuevamente en Europa y el Reino Unido, terminando el 25 de octubre en el Carling Brixton Academy, con el hijo de Lemmy como artista invitado en la canción "Ace of Spades". Después, acabarían el año con cuatro fechas en Rusia.

### Snake Bite Love
Lemmy recuerda que las giras iban muy bien, llenando grandes recintos en algunos países como Argentina y Japón, y con los promotores británicos viendo que "podían beneficiarse de los espectáculos de Motörhead" En su opinión estaban haciendo buenos conciertos como trío, y ya era hora de hacer otro álbum en directo. La banda lo haría, pero no antes de editar otro álbum de estudio, Snake Bite Love, grabado en varios estudios diferentes y lanzado al mercado el 10 de marzo de 1998.
La banda se juntó con Judas Priest en Los Ángeles para dar comienzo a su Snake Bite Love Tour el 3 de abril de 1998. El 21 de mayo se grabaría su actuación en Hamburgo, dando como su resultado la edición de su álbum Everything Louder Than Everyone Else. La banda fue invitada a unirse al Ozzfest entre julio y agosto, para seguir girando por Europa en octubre y noviembre. A la parte británica de la gira se la llamó No Speak With Forked Tongue Tour, e incluía a bandas como Groop Dogdrill, Radiator y Psycho Squad, esta última liderada por Todd Campbell.
En 1999 Motörhead volvió a girar entre el 20 de abril y el 2 de junio por Estados Unidos, antes de entrar en los estudios Karo de Alemania para grabar su siguiente álbum, We Are Motörhead, lanzado en mayo de 2000. Durante las sesiones de grabación, la banda seguía tocando por Europa, siendo la primera de estas fechas en Assago, cerca de Milán, donde el cantante de Metallica, James Hetfield se les unió para tocar el tema "Overkill". Entre octubre y primeros de noviembre volvieron a girar por Estados Unidos junto a la banda Nashville Pussy. El resto de noviembre lo dedicaron a su Monsters Of The Millennium Tour por Europa, junto a Manowar, Dio y Lion's Share, terminando el año con dos conciertos en el Astoria de Londres.

### 25 & Alive
En mayo de 2000, el lanzamiento de We Are Motörhead y el sencillo extraído del mismo, "God Save the Queen", coincidieron con la We Are Motörhead Tour por el continente americano entre mayo y junio, y con una serie de nueve conciertos por Europa en julio. Justo después, salió al mercado el recopilatorio The Best Of, el 12 de septiembre. Le siguieron cuatro conciertos en Japón, antes del concierto de su 25 aniversario celebrado en el Brixton Academy de Londres, con diversos artistas invitados como "Fast" Eddie Clarke, Brian May, Doro Pesch, Whitfield Crane, Ace, Paul Inder y Todd Campbell. Se volvió a utilizar para la ocasión el sistema de luces en forma de bombardero. El evento fue filmado para el DVD 25 & Alive Boneshaker y en el CD Live at Brixton Academy. Lemmy alega que la razón de ser del DVD es que "queríamos grabarlo para la posteridad o lo que sea. Yo me dormía en el décimo aniversario, en el vigésimo no hicimos nada, así que este tenía sentido".
Al aniversario le siguió una gira por Europa Occidental y Europa Oriental entre octubre y diciembre. La parte de la gira que comprendía los países del este fue un poco caótica, incluyendo largos viajes y poco tiempo libre.
Después de un mes libre, la banda comenzó a trabajar en su nuevo álbum. Este álbum, Hammered, salió a la venta al año siguiente. El 1 de abril de 2001 la banda tocó una canción para la entrada en el WrestleMania X-Seven del luchador Triple H en Houston. La segunda parte del We Are Motorhead Tour dio comienzo en mayo en Irlanda, para pasar después al Reino Unido. En Mánchester, fueron teloneados por Goldblade, y por Pure Rubbish en los dos conciertos de Londres. El segundo concierto de Londres también incluyó a Backyard Babies y Paul Inder. Entre junio y agosto, Motörhead actuó en varios festivales europeos; incluyendo el Graspop Metal Meeting de Bélgica, el Quart Festival de Noruega, y el Wacken Open Air de Alemania el 4 de agosto, de donde salieron cuatro canciones que se añadirían al DVD 25 & Alive Boneshaker. Volvieron a los escenarios para hacer siete conciertos más entre septiembre y octubre.
En abril de 2002 algunas de las actuaciones de Motörhead de los años 70 y 80 se lanzaron en un DVD llamado The Best of Motörhead. Dos semanas antes, se había lanzado el álbum Hammered dando comienzo a la Hammered Tour, comenzando en los Estados Unidos. Los conciertos de Estados Unidos continuaron hasta mayo, para trasladarse a Europa entre junio y agosto. En octubre, la banda hizo cinco conciertos con Anthrax, Skew Siskin y Psycho Squad en el Reino Unido. El último concierto de la gira fue en el Wembley Arena de Londres, donde en lugar de Psycho Squad, les telonearon Hawkwind, con Lemmy colaborando en la canción "Silver Machine". Durante el resto de octubre y parte de noviembre, la banda siguió por el resto de Europa junto a Anthrax.
En abril y mayo de 2003, la banda continuó promocionando Hammered en Estados Unidos, Phil Campbell siendo sustituido por Todd Youth, por el fallecimiento de su madre. Entre mayo y junio la banda actuó en siete festivales europeos para comenzar, a finales de julio, una gira por Estados Unidos con Iron Maiden y Dio. El 7 de octubre se lanzó Stone Deaf Forever!, una caja recopilatoria con material de entre 1975 y 2002. El 1 de septiembre de 2003, la banda regresó al club de Hollywood Whisky A Go-Go para el Hollywood Rock Walk Of Fame Induction. En octubre, la banda hizo una gira por el Reino Unido con The Wildhearts y Young Heart Attack. Posteriormente, hicieron siete conciertos por Bélgica, Holanda y España, entre el 21 y el 28 de octubre. Entre noviembre y diciembre se recorrieron Alemania y Suiza, junto a Skew Siskin y Mustasch. Finalmente, el 9 de diciembre salió a la venta el álbum en directo grabado dos años antes, Live at Brixton Academy.
El 22 de febrero de 2004 Motörhead hizo un concierto, al que solo se podía asistir previa invitación, en el Royal Opera House de Covent Garden, Londres; actuó en festivales de Suramérica en mayo; y en festivales europeos en junio, julio y agosto. La banda había intercalado esto con la grabación en el estudio de su siguiente álbum, Inferno, lanzado en 22 de junio y seguido de tres conciertos por Irlanda junto a Class Of Zero, antes de unirse a Sepultura para girar por el Reino Unido. Parte del concierto de Londres en el Hammersmith Apollo fue grabado para un programa de Channel 4. La banda continuó girando con Sepultura por Europa entre noviembre y diciembre. En el concierto de Magdeburg, Alemania Sepultura se unieron en la canción "Orgasmatron", para celebrar su vigésimo aniversario. El concierto en el Philipshalle de Düsseldorf fue grabado en el DVD Stage Fright.

### Premio Grammy

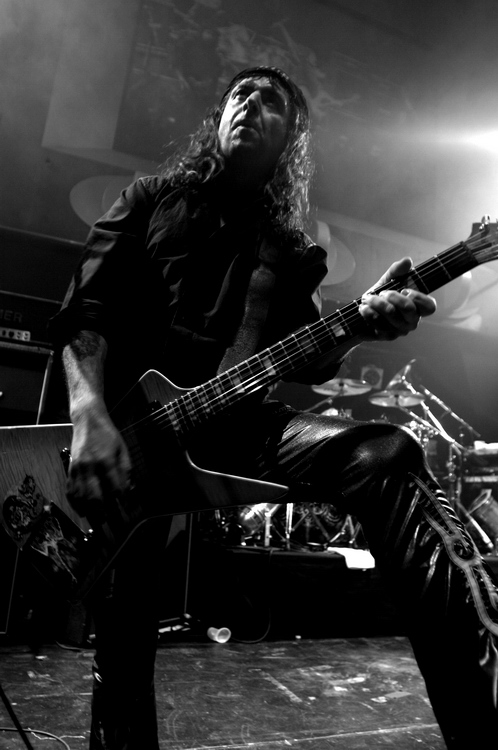
Phil Campbell en Canadá en 2005.

Motörhead recibió su primer Grammy a Mejor interpretación de Metal por una versión de "Whiplash" de Metallica que aparece en el álbum Metallic Attack: Metallica - The Ultimate Tribute. Desde marzo hasta principios de mayo, la banda hizo una gira por Estados Unidos, y entre junio y agosto con su gira 30th Anniversary por Europa. El 22 de agosto fueron objeto del documental de una hora de duración emitido por Channel 4 como parte de la serie de documentales titulada Live Fast, Die Old. El 20 de septiembre salió a la venta un álbum recopilatorio que contenía las apariciones de la banda en BBC Radio 1 y un concierto grabado en París, bajo el título de BBC Live & In-Session. En octubre, la banda siguió de gira por Europa con Mondo Generator antes de volver al Reino Unido con In Flames y Girlschool entre octubre y noviembre. Durante el concierto del 19 de noviembre en el Brixton Academy, Lemmy subió al escenario con Girlschool para interpretar "Please Don't Touch". Motörhead acabó el año de gira en diciembre, con dos conciertos en Nueva Zelanda y cinco en Australia junto a Mötley Crüe.

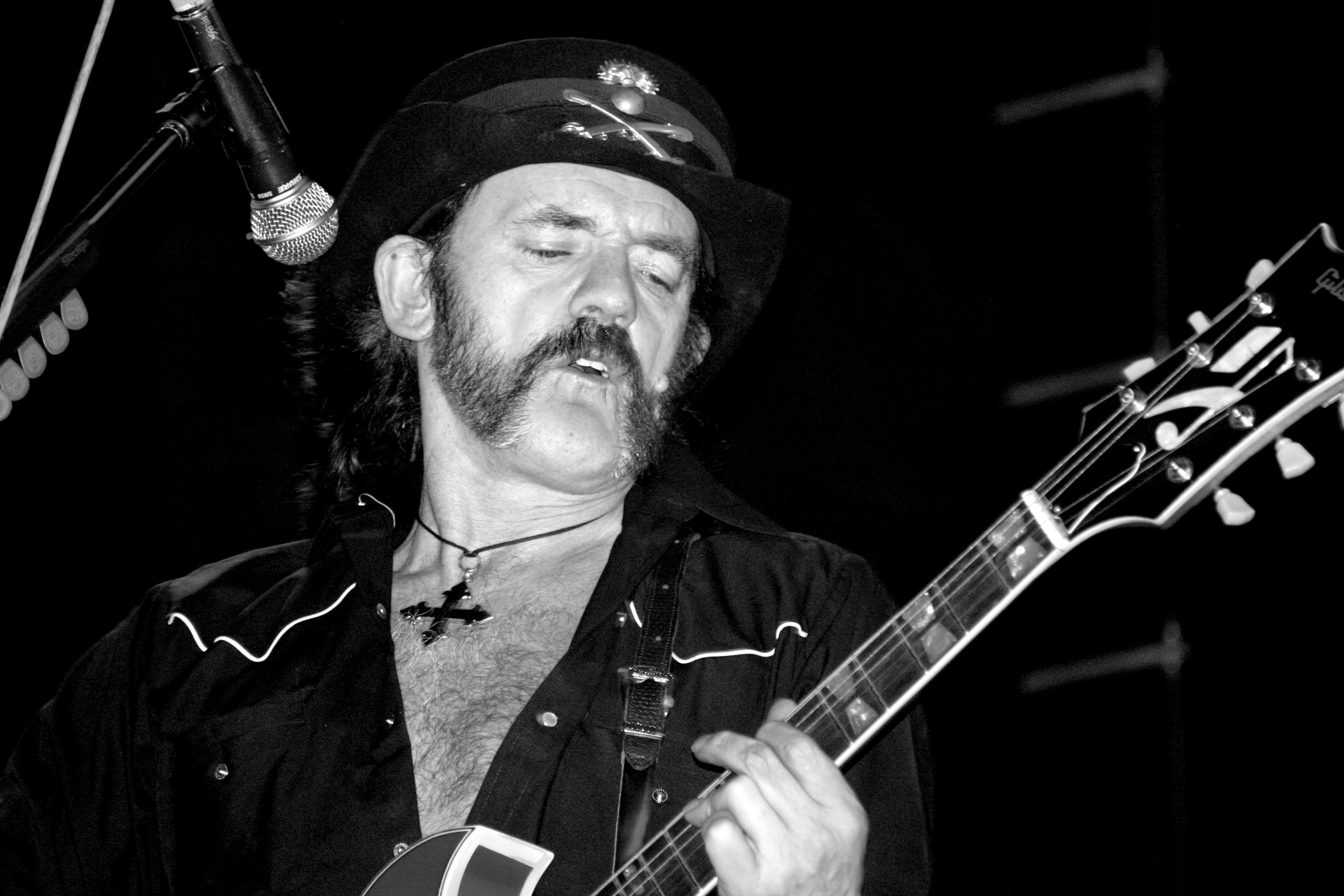
Lemmy en Ciudad de México en 2006.

### Kiss of Death
En 2006, la banda hizo cuatro conciertos en locales de House Of Blues repartidos por estados Unidos con Meldrum y de junio a agosto volvieron a participar en festivales al aire libre europeos. El 28 de octubre, la banda actuó en el The Rock Freakers Ball de Kansas, antes de partir para el Reino Unido con Clutch y Crucified Barbara. Mientras la gira seguía su curso, se lanzó al mercado su siguiente álbum, Kiss of Death, el 29 de agosto a través de Sanctuary Records. La gira acabó con un concierto el 25 de noviembre en el Brixton Academy, donde Phil Campbell intervino como artista invitado de la banda de apoyo Crucified Barbara en la canción "Killed By Death". A esta gira le siguieron doce conciertos con Meldrum que les adentró en diciembre.
El 25 de abril de 2007, la banda tocó en el Poliedro de Caracas en Caracas, Venezuela, el 29 de abril en el Fundiçao Progresso, Río de Janeiro, Brasil., y el 2 de mayo en el Estadio Víctor Jara, en Santiago de Chile. En junio, Motörhead hizo un concierto en el Royal Festival Hall como parte del festival Meltdown.

### Motörizer
Desde marzo hasta junio de 2008, la banda comenzó a trabajar con el productor Cameron Webb en su nuevo trabajo, Motörizer. Las piezas de batería del álbum fueron grabadas en el estudio de Dave Grohl. En una entrevista, Lemmy confirmó que ya no habría más diseño artístico de Joe Petagno, el artista que tantas de sus portadas había ideado. El álbum se lanzó al mercado el 26 de agosto de 2008.
Entre el 6 y el 31 de agosto se unieron a Judas Priest, Heaven and Hell y Testament para el Metal Masters Tour. El 30 de agosto la banda hizo un concierto en el Roseland Ballroom de Nueva York, como parte del The Volcom Tour 2008 con The Misfits, Airbourne, Valient Thorr y Year Long Disaster que continuó en el House of Blues de Anaheim California el 2 de septiembre, haciendo después trece fechas más. La banda acabó el Tour sin estas bandas de apoyo, con un concierto final en The Stone Pony, Asbury Park, nueva Jersey el 21 de septiembre.
El año de giras terminó con una gira de treinta y cuatro conciertos por Europa con varias bandas como teloneros, entre ellos Danko Jones, Saxon, Witchcraft y Airbourne entre el 31 de octubre y el 16 de diciembre. El 6 de marzo de 2009, la banda actuó en la primera edición del Dubai Desert Rock Festival en Dubái.

### The Wörld Is Yours
En noviembre de 2009, en una entrevista a la revista ABORT Magazine, Lemmy anunció que la banda entraría al estudio en febrero de 2010 para grabar su próximo álbum, con lanzamiento previsto para el 13 de diciembre de 2010. Cuenta con la producción de Cameron Webb y el galés Romesh Dodangoda y se grabó en Longwave Studio, Cardiff.
En una entrevista concedida a la televisión húngara en julio de 2010, el batería Mikkey Dee anunció que el proceso de grabación de su vigésimo álbum, que se llamará The Wörld is Yours, había concluido y que se incluyen en él once pistas nuevas. El 3 de noviembre de 2010, Future PLC desveló que se lanzará el disco a través de la revista Classic Rock el 14 de diciembre, mientras que la edición normal en CD está previsto para el 17 de enero de 2011, a través del sello de la propia banda, Motörhead Music.
Previo al lanzamiento del álbum, Motörhead realizaron una gira por el Reino Unido, comenzaron una gira europea del 31 de noviembre al 19 de diciembre de 2010. En 2011 comenzaron una gira sudamericana, donde deciden filmar de manera oficial su presentación en Santiago de Chile, el 9 de abril, en el Teatro Caupolicán, para un futuro DVD titulado "The Wörld Is Ours - Vol. 1: Everywhere Further Than Everyplace Else"
Además de confirman su presencia en festivales veraniegos, como Rock in Rio. En octubre grabaron una versión blues de su canción "Ace of Spades" para un anuncio de la cerveza Kronenbourg.
El 5 de diciembre publicaron el sencillo "Get Back In Line", junto al videoclip del mismo.
El 9 de julio de 2011 murió el exguitarrista de Motörhead Würzel (Michael Burston), tras una larga enfermedad, por fibrilación ventricular provocada por cardiomiopatía. Antes de morir, Würzel estaba trabajando en nuevo material con su nueva banda Down, que ya había anunciado el lanzamiento de su primer sencillo a principios de 2010.
Entre el 26 de enero y el 28 de febrero comenzaron una gira por Estados Unidos y Canadá junto a Megadeth, Volbeat y Lacuna Coil, llamada Gigantour, aunque no tocaron en los cuatro últimos conciertos debido a una laringitis de Lemmy.

### Bad Magicy disolución
El vigesimosegundo álbum de la banda salió el 28 de agosto de 2015, siendo este Bad Magic, álbum que resultaría ser el último que haría la banda ya que meses después, la banda sería disuelta por la muerte de su frontman y líder Lemmy Kilmister.
El 11 de noviembre de 2015, murió Phil "Philthy Animal" Taylor, la muerte fue provocada por una insuficiencia hepática.
Y aquí no terminaron las muertes para miembros de la banda, ya que después su propio líder se vería afectado.
El 1 de septiembre de 2015, Lemmy Kilmister, después de tocar tres temas y anunciar el siguiente, detuvo el concierto en Austin exclamando "no puedo hacerlo". El 28 de diciembre de 2015, falleció en su hogar a consecuencia de un cáncer diagnosticado tan sólo unos días antes.
Mikkey Dee anunciaría posteriormente la cancelación del resto de la gira del grupo, la cancelación de nuevas grabaciones y la disolución de Motörhead.
Lemmy Kilmister y Phil Taylor serían homenajeados y posteriormente moriría su compañero y ex-guitarrista de la banda Eddie Clarke, en el año 2018, debido a una neumonía, marcando así la muerte de todos los miembros clásicos de la banda, que grabarían algunos de los discos más reconocidos y que llegan a ser considerados como la primera alineación oficial, ya que fue la que participó en el álbum debut.
Posteriormente, moriría el primer guitarrista de la banda y que grabaría el álbum On Parole, Larry Wallis, en septiembre de 2019.
La banda fue nominada a integrar el Salón de la Fama del Rock and Roll en el año 2020.
En febrero de 2021, se anunció el lanzamiento el 23 de abril del mismo año del directo Louder Than Noise … Live in Berlin, que se grabó el 5 de diciembre de 2012 en el Velódromo de Berlín ante 12.000 asistentes, aprovechando una de las paradas del Kings of The Road Tour de la banda.

## Estilo

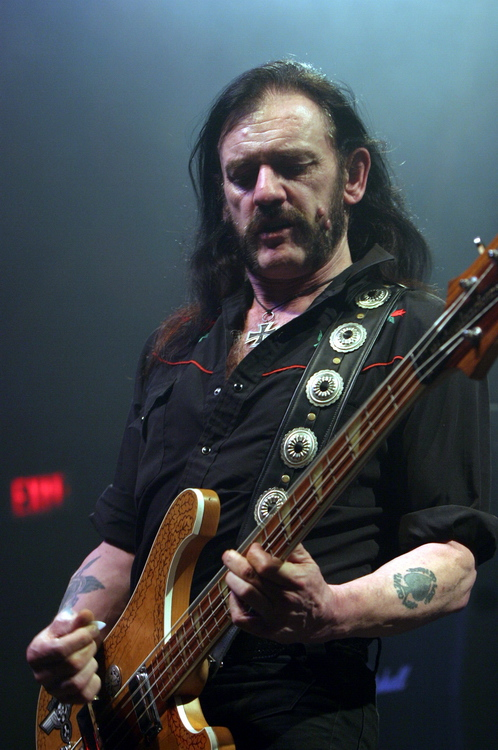
Lemmy en directo en Edmonton, 2005.

Aunque la banda normalmente es clasificada como heavy metal o speed metal, Lemmy ha manifestado que nunca ha considerado a la banda como metal. Cuando se le preguntó si veía un problema con ser llamados una banda de metal, respondió:

Pues sí, porque yo vengo de antes del metal. Yo toco rock n' roll y creo que el rock n' roll es sagrado - para mi lo es. No veo por qué no debe de serlo para los demás.

En una biografía de la banda, el editor de Allmusic, Stephen Erlewine, escribió:

El estilo abrumadoramente rápido y estruendoso fue uno de los estilos más innovadores dentro del género en los años 70, y aunque Motörhead no era punk rock fueron la primera banda metal en demostrar tal energía, creando, en el proceso, el speed metal y thrash metal.

Lemmy ha manifestado que generalmente se encuentra más afín al punk rock que a las bandas de heavy metal: Motörhead tocó en conciertos con The Damned, con quienes Lemmy había tocado el bajo en una serie de conciertos de finales de los años 70, y había escrito la canción "R.A.M.O.N.E.S." como homenaje a Ramones. Lemmy afirma que Motörhead tiene más similitudes estéticas con The Damned que con Black Sabbath y nada en común con Judas Priest. Además la banda hizo una versión de la canción God Save the Queen de Sex Pistols, una de las bandas responsables del movimiento punk. Dice no tener nada en común con las bandas de speed metal a las que Motörhead ha influido.

Es que han cogido lo equivocado. Creen que tocar alto y fuerte lo es todo y no es así. Los solos de guitarra no son complicados para un guitarrista, en realidad solo es tocar escalas. Para sentir un solo, véase a Hendrix. Él aprendió de gente como Buddy Guy, Lightnin' Hopkins. Para ser influenciado por alguien tienes que tocar como él.

El semanario musical NME afirmó que "sus cortos solos de guitarra eran lo suficientemente largos para abrirse otra cerveza", mientras que en la revista Stereo Review se escribió en 1977: "saben que son como animales, y no quieren parecer otra cosa. En vista de todos las ranas del heavy metal que se creen un regalo de Dios para las mujeres, estos Quasimodos casi parecen atractivos a su manera". Motörhead no ha cambiado mucho con el paso de los años, aunque esto es por decisión propia: El batería de la banda, Phil "Philthy Animal" Taylor dijo que los iconos del rock como Chuck Berry y Little Richard nunca alteraron drásticamente su estilo, y, como ellos, Motörhead prefería tocar lo que les gustaba y hacían mejor. Este gusto por las bandas de rock n' roll de los años 50 y 60 se reflejan en los ocasionales covers que ha hecho Motórhead a lo largo de los años.
Las letras de Motörhead normalmente hablan de temas como la guerra, el bien y el mal, el sexo, el abuso de sustancias, y la vida en la carretera, este último reflejado claramente en canciones como "(We Are) The Road Crew", "Iron Horse/Born to Lose" y "Keep Us on the Road".

## Diseño de las portadas

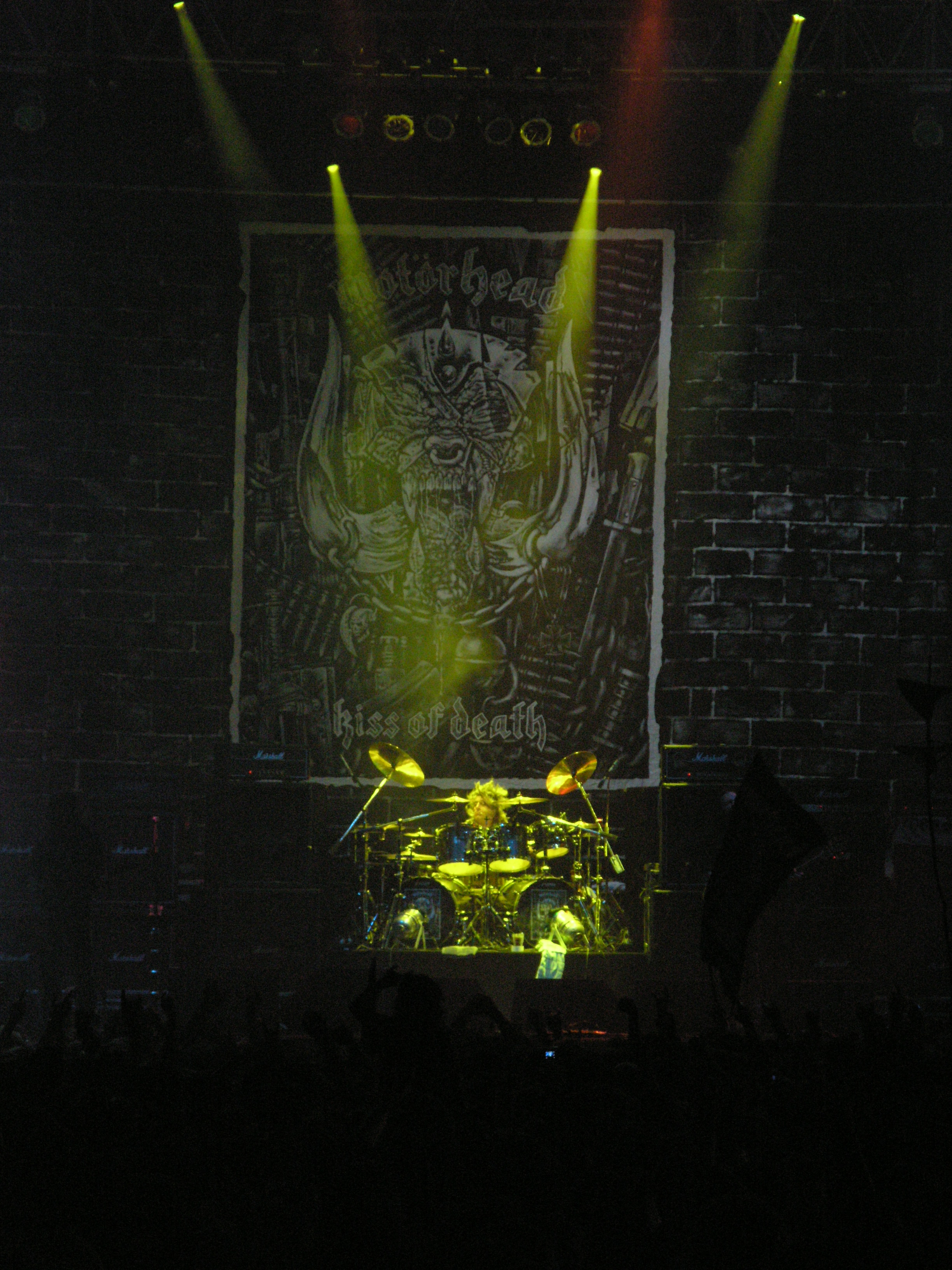
Snaggletooth como parte de la escenografía.

El nombre de la banda normalmente se escribe en minúscula y en negrita. La diéresis encima de la (o), posiblemente venga por estética, al igual que en sus predecesores de 1975, Blue Öyster Cult. De todas maneras, la diéresis no altera la pronunciación. Cuando se le preguntó a Lemmy dijo: "sólo la puse ahí para parecer malo".
Snaggletooth, el nombre completo es Snaggletooth B. Motörhead, es la cara que sirve de símbolo a la banda. El artista Joe Petagno, que conoció a Lemmy cuando este tocaba con Hawkwind, lo creó en 1977 para la portada del álbum debut de la banda. Pentagno dijo:

¡La inspiración vino porque soy un bastardo natural! ¡Y Lemmy es igual! Así que se convirtió en una unión de naturaleza primitiva. Hice mucha investigación sobre tipos de calaveras y llegué a la conclusión de que una mezcla de gorila-lobo-perro con unos cuernos gigantescos sería idóneo. Lemmy le añadió casco, cadenas, pinchos y arena.

Eddie Clarke estuvo menos entusiasmado al principio:

Me dio un escalofrío la primera vez que lo vi. Pensé, vaya, esto no va a gustar mucho..., porque era demasiado para aquella época. Pero llegué a quererlo... Al principio no daba miedo, eso en aquella época hubiera sido de mal gusto.

Se mantuvo como seña de identidad de la banda a lo largo de los años, con Pentagno creando muchas variaciones de Snaggletooth para otros álbumes. Hasta la fecha, solo tres de los álbumes de estudio de Motörhead no tienen a Snaggletooth en la portada: On Parole y Overnight Sensation, de los cuales On Parole tuvo una reedición con un Snaggletooth sobre fondo blanco. Phil lleva una chapa de Snaggletooth en la portada de Ace of Spades. La portada de Iron Fist es un guantelete metálico con cuatro anillos con forma de calavera, una de las cuales es Snaggletooth y en su último álbum de estudio Motorizer, donde la portada es algo parecido a un escudo de armas con Snaggletooth en el cuadro superior derecho del mismo. Originalmente el diseño de Snaggletooth portaba una esvástica es uno de los pinchos del casco, siendo retirado para sus reediciones en formato CD.
El 21 de septiembre de 2007, Pentagno anunció que ya no habría más diseños por su parte, alegando diferencias irreconciliables con Singerman Entertainment, empresa dedicada a gestionar a la banda. Pentagno dijo:

Ha sido un largo y excitante viaje, lleno de arte e intuición, diferencia dentro de repetición, e innovación creativa. Siento que hice algo único en la historia del Metal en estos 31 años dándole vida una y otra vez con la imaginación, a una imagen o ente que ha tomado vida propia, que personalmente creo que va más allá de la música para la cual fue creada. Estoy muy orgulloso de eso.

 En respuesta, Lemmy dijo:

Como muchos de vosotros sabéis, hemos estado trabajando con Joe Pentagno durante 31 años. Siempre tratamos a Joe de forma justa, y quisiera decir que mi mánager jamás pidió a Joe lo que él cree que le pidió... todo es un gran malentendido. Siempre hemos adorado su arte, obviamente, y si él decide dejar de trabajar para nosotros, no tenemos más opciones que buscar a otro. De todas maneras... si no quiere discutir esto personalmente y arreglarlo, creo que es una gran tragedia. Si Joe continúa con nosotros, nadie estaría más contento que yo. Si es un adiós, Joe, te deseo lo mejor, pero espero, incluso llegados a este punto, una reconciliación y la continuidad de nuestra asociación.

## Seguidores

### Motörheadbangers
Durante la gira de Bomber en 1979 por el Reino Unido, la banda conoció al escritor Alan Burridge que hizo una revista sobre la banda. Por la misma época, la hermana del batería Phil "Philthy Animal" Taylor, Helen Taylor, había iniciado un club de fans llamado Motörheadbangers. Burridge y Taylor trabajaron juntos en la edición del primer fanzine para los seguidores de Motörhead en enero de 1980. El Motörheadbangers se edita cada tres meses y tiene en la actualidad unos 3000 suscriptores. Paul Hadwen, que había trabajado en las caricaturas de los primeros fanzines con Chris Harris, murió en su casa de Leeds a los 50 años, en julio de 2007.

### WWE
Motörhead es bien conocido por los seguidores de la lucha libre por aportar la música de entrada al luchador Triple H, con la canción "The Game", desde el año 2000. Además de la difusión de la canción en numerosas ocasiones en el WWE Raw y en otros programas de lucha libre profesional, la banda ha tocado en vivo en dos eventos de WrestleMania, WrestleMania X-Seven y WrestleMania 21. También han aportado un tema al grupo de luchadores "Evolution" con "Line in the Sand". "The Game" aparece en los álbumes Hammered y en WWF The Music Volume 5, y "Line in the Sand" aparece en el álbum WWE ThemeAddict. Desde entonces, Motörhead ha tocado una nueva canción llamada "King of Kings", en honor al personaje "King of Kings" de Triple H, que hizo su primera aparición en WrestleMania 22. "King of Kings" aparece en el álbum recopilatorio WWE Wreckless Intent. El tema "King of Kings" fue reutilizado en 2013 esta vez como tema de entrada del stable The Authority.
Triple H confesó en su DVD de 2002 The Game que ha sido seguidor de Motörhead toda su vida, y que fue un honor contar con ellos en su entrada en el WrestleMania X-Seven. Además, en los extras del DVD de WrestleMania 21, aparece Triple H junto a la banda en los vestuarios, con Motörhead tocando una versión acústica de "The Game".

## Homenajes

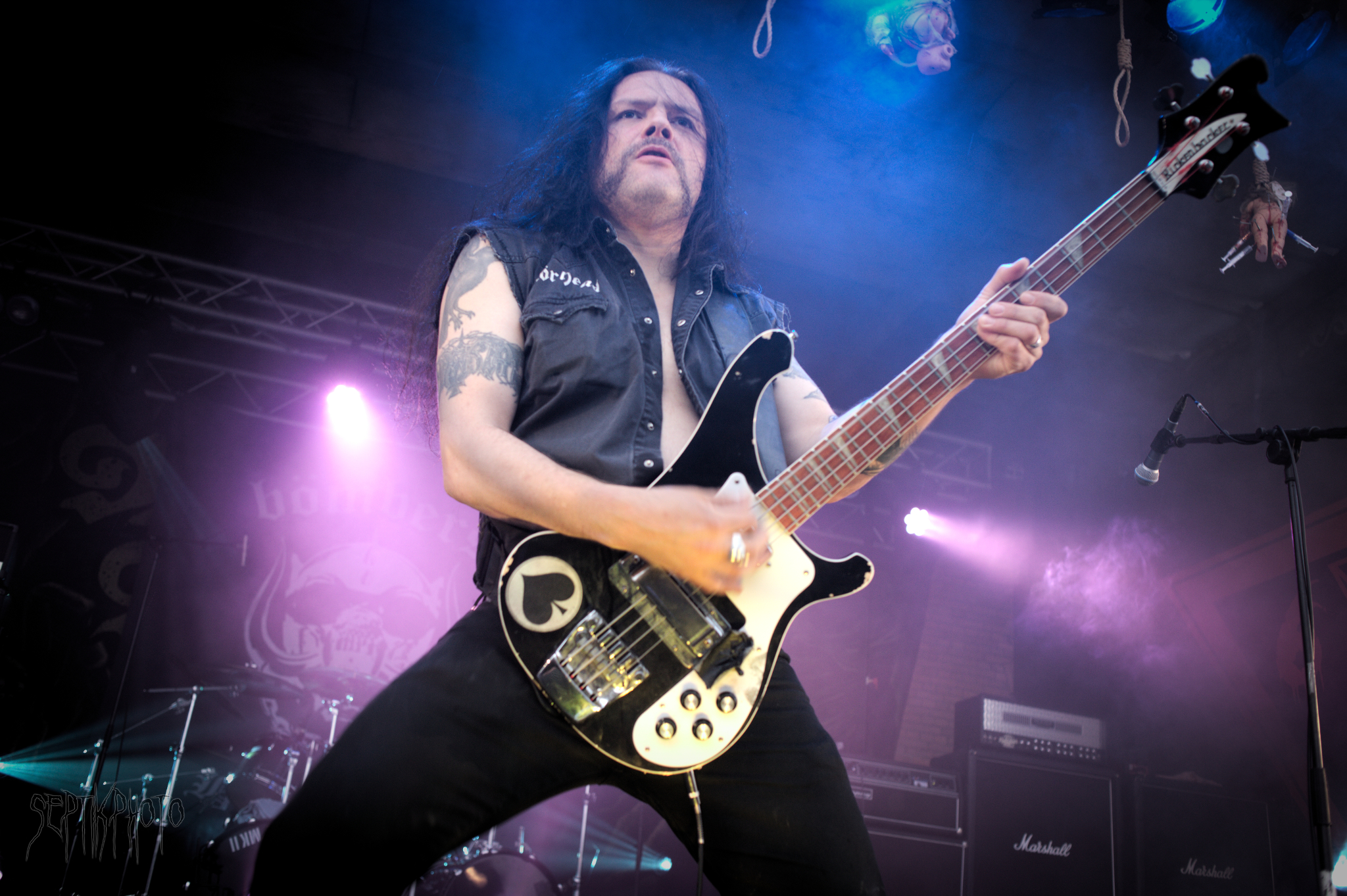
Abbath, líder de la banda tributo Bömbers, actuando en 2015.

Motörheadache es una banda homenaje a Motörhead formada en mayo de 2003 en el Reino Unido. Con base en Sheffield, tiene como miembros fundadores Rob (Lemmy) y Nigel Plant (Phil Campbell) y varios baterías diferentes. En lo que llevan de carrera han actuado junto a Eddie "Fast" Clarke y teloneado a Girlschool.
Otras bandas homenaje a Motörhead incluyen a We're Not Motörhead de Portsmouth, Ace of Spades de Varberg, Suecia, Motorkill del Reino Unido, Motorheat de Bélgica, Bömbers (liderados por el vocalista de Immortal, Abbath) de Noruega, Lemmys Wart, Mauro Tolor Kilmister y Reptiles de Italia, "Motorheads" de Moscú, Rusia, Motörhead Tribute de Los Angels, Bastradi de Italia, Overhead de Noruega, y Elderhead de Nueva York.

### Álbumes homenaje
Motörhead han sido objeto de varios álbumes homenaje, sobre todo desde 1999. Los géneros van desde hardcore punk, a rock, a black y death metal e industrial.
- Built for Speed: A Motorhead Tribute: 1999, Victory Records, varios artistas rock y punk.[75]
- A Motorhead Tribute: 2000, Pink Honey Records, varios artistas rock.[76]
- Tribute to Motorhead: 2006, Crimson Mask, varios artistas black/death metal.[77]
- Dead Forever: Tribute to Motörhead: 1999, Dwell, varios artistas death metal e industrial[78]
- Killed By Death: 1997, MAKE 'EM DEAF FOREVER - A TRIBUTE TO THE LOUDEST BAND IN THE WORLD - MOTORHEAD.[79]
- Homenaje a Motörhead: Edición española, 2005, El Diablo.[80]
- Remember Me Now... I'm Motörhead: 2005, Scatboy Records, Estados Unidos.[81]
- Motörmorphösis – A Tribute to Motörhead Part 1 2001, Remedy Records.[82]
- Saint Valentine's Day Massacre - Tribute to Motorhead: 2005, Bad Reputation Records.[83]
- Strength to Endure – A Tribute to Ramones and Motorhead by Rioygun and Bullet Treatment: 2002, Basement Records.[82]
- Sheep In Wolves' Clothing 2008. Compilado y lanzado por su club de fanes, Motorheadbangers World; incluye colaboraciones de The Deviants con Philthy Animal Tayor y Girlschool con Fast Eddie Clarke.[84]

## Miembros

### Miembros Estables
|  | Lemmy Kilmister: bajo, vocalista |
|  | Phil Campbell: guitarra          |
|  | Mikkey Dee: batería              |

### Miembros anteriores
| Larry Wallis: guitarra                |
| Matt Sorum: batería (en vivo)         |
| Phil "Philthy Animal" Taylor: batería |
| "Fast" Eddie Clarke: guitarra         |
| Würzel: guitarra                      |
| Brian "Robbo" Robertson: guitarra     |
| Pete Gill: batería                    |

## Discografía

### Álbumes de estudio
| Año  | Título              | Compañía discográfica | UK  | EE. UU.   | Alemania | Suecia | Noruega |
| ---- | ------------------- | --------------------- | --- | --------- | -------- | ------ | ------- |
| 1977 | Motörhead           | Chiswick              | 43  |           |          |        |         |
| 1979 | Overkill            | Bronze                | 24  |           |          |        |         |
| 1979 | Bomber              | Bronze                | 12  |           |          |        |         |
| 1979 | On Parole           |                       |     |           |          |        |         |
| 1980 | Ace of Spades       | Bronze                | 4   |           |          |        | 37      |
| 1982 | Iron Fist           | Bronze                | 6   | 174       |          | 25     | 4       |
| 1983 | Another Perfect Day | Bronze                | 20  | 153       |          | 18     |         |
| 1986 | Orgasmatron         | GWR                   | 21  | 157       |          |        |         |
| 1987 | Rock 'n' Roll       | GWR                   | 34  | 150       |          | 41     |         |
| 1991 | 1916                | WTG                   | 24  | 142       |          | 23     |         |
| 1992 | March ör Die        | WTG                   | 60  |           | 21       | 42     |         |
| 1993 | Bastards            | ZYX                   |     |           |          |        |         |
| 1995 | Sacrifice           | CMC                   |     |           | 31       |        |         |
| 1996 | Overnight Sensation | CMC                   |     |           | 71       |        |         |
| 1998 | Snake Bite Love     | CMC                   | 171 |           | 47       | 49     |         |
| 2000 | We Are Motörhead    | CMC                   | 91  |           | 21       | 33     |         |
| 2002 | Hammered            | Steamhammer           | 113 |           | 39       | 18     |         |
| 2004 | Inferno             | Steamhammer           | 95  |           | 10       | 34     |         |
| 2006 | Kiss of Death       | Steamhammer           | 45  | 10 (Heat) | 4        | 13     | 9       |
| 2008 | Motörizer           | Steamhammer           | 32  | 82        | 5        | 10     | 11      |
| 2011 | The Wörld Is Yours  | Motörhead Music       | 45  | 94        | 25       | 24     | -       |
| 2013 | Aftershock          | Motörhead Music       |     |           |          |        | -       |
| 2015 | Bad Magic           | Motörhead Music       |     |           |          |        | -       |